# درو (فرنسا)
 درو ، (بالإنجليزية: Dreux)‏، (الفرنسية:dʁø)، هي بلدية فرنسية تقع في إقليم أور ولوار في شمال فرنسا.

## توأمة
لدرو (فرنسا) اتفاقيات توأمة مع كل من:
- باوتسن (1992 - )
- تودي
- ملزونغن
- كودوغو
- Evesham [الإنجليزية]‏
- ليرتشي

## أعلام
- لويس فيكتور دوبويس
- مروان كشريد
- ادريان تريبيل
- فرانسوا-أندريه فيليدور
- شارلز دينير
- جان غرينير
- ستيفان كورتوا
- موريس فيوليت